# Бжозово-Хабди
Бжозово-Хабди (пол. Brzozowo-Chabdy) — село в Польщі, у гміні Посвентне Білостоцького повіту Підляського воєводства.
Населення — 47 осіб (2011).

## Демографія
Демографічна структура станом на 31 березня 2011 року:
|          | Загалом | Допрацездатний вік | Працездатний вік | Постпрацездатний вік |
| -------- | ------- | ------------------ | ---------------- | -------------------- |
| Чоловіки | 21      | 4                  | 13               | 4                    |
| Жінки    | 26      | 6                  | 14               | 6                    |
| Разом    | 47      | 10                 | 27               | 10                   |